# Donamaria
Donamaria és un municipi de Navarra, pertanyent a la comarca de Malerreka dins la merindad de Pamplona. Limita al nord amb Doneztebe, a l'est amb Bertizarana i Baztan, a l'oest amb Oitz i al sud amb Ultzama. Està constituït per dos nuclis de població, Gaztelu i Donamaria. Aquest municipi va ser fundat per Jaime Donamaría Álvarez de Eulza, al qual al segle xv, li donà el territori, com agraïment per l'ajuda prestada a Carles III de Navarra en una de les seves batalles.

## Topònim
Donamaria vol dir Santa Maria en euskera. En l'euskera modern és més habitual utilitzar la paraula santa per influència del castellà, sent dona una forma ja alguna cosa arcaïca. La paraula basca dona prové al seu torn de la llatina domina (senyora). De forma anàloga sant es diu done, provinent de domini (senyor). El normal és que en els pobles basc-navarresos amb nom de sant existeixi una doble tradició romanç i basca; San Juan/Donibane, Santesteban/Doneztebe, Sant Sebastià/Donostia, San Millán/Donemiliaga, StPalais/Donapaleu. En aquest sentit Donamaria és una excepció, ja que el nom basc del poble s'utilitza també en castellà. El municipi està compost per diversos barris, sent la capital el de Donamaria (o Uxarrea). Quan es va constituir el municipi en 1845, va prendre el seu nom del barri que va constituir el seu capital. Aquest nucli pren el seu nom de l'església parroquial de Santa Maria (Nostra Senyora de l'Assumpció).

## Demografia
| Evolució Demogràfica                                | Evolució Demogràfica | Evolució Demogràfica | Evolució Demogràfica | Evolució Demogràfica | Evolució Demogràfica | Evolució Demogràfica | Evolució Demogràfica | Evolució Demogràfica | Evolució Demogràfica | Evolució Demogràfica |
| 1996                                                | 1998                 | 1999                 | 2000                 | 2001                 | 2002                 | 2003                 | 2004                 | 2005                 | 2006                 | 2007                 |
| --------------------------------------------------- | -------------------- | -------------------- | -------------------- | -------------------- | -------------------- | -------------------- | -------------------- | -------------------- | -------------------- | -------------------- |
| 394                                                 | 382                  | 379                  | 387                  | 391                  | 389                  | 408                  | 414                  | 414                  | 414                  | 420                  |
| Font: Donamaria i Institut d'Estadística de Navarra |                      |                      |                      |                      |                      |                      |                      |                      |                      |                      |